# Arlindo Pasqualini
Arlindo Pasqualini (Cachoeira do Sul, 20 de abril de 1911 — Porto Alegre, 9 de setembro de 1964) foi um escritor e jornalista brasileiro.

## Biografia
Filho de Alexandre e Paulina Pasqualini, era irmão de Alberto Pasqualini. Também eram seus irmãos Abílio Pasqualini, Artur Pasqualini e havia ainda uma irmã. Arlindo casou-se com Jurema Campos, com quem teve dois filhos: Paulo Alberto Pasqualini, bacharel em Direito, e Carlos Eduardo Pasqualini, jornalista.
Participou da Revolução de 1930, como major da Guarda Nacional.  Arlindo Pasqualini iniciou sua carreira jornalística como repórter no Correio do Povo, onde foi também redator e secretário da redação. Além disso, foi diretor da Folha da Tarde, quando Viana Moog mudou-se para o Rio de Janeiro, em 1946. Produziu uma série de crônicas no Correio do Povo, sob o pseudônimo de Mordax. Durante a Segunda Guerra Mundial, cobriu a Batalha do Rio da Prata, na qual a marinha britânica afundou o cruzador pesado alemão Admiral Graf Spee. Logo a seguir viajou aos Estados Unidos, a convite do governo norte-americano, para observar o processo de mobilização da população em defesa da democracia. Como resultado desta viagem publicou Os sobrinhos do tio Sam, pela Editora Globo, em 1942.  Após a Guerra, a convite do chanceler do Brasil, João Neves da Fontoura, esteve presente na instalação dos trabalhos da Organização das Nações Unidos, produzindo crônicas e artigos jornalísticos sobre o fato.
Presidiu a Associação Riograndense de Imprensa e dos sindicato dos jornalistas profissionais de Porto Alegre. Entusiasmado pelo jornalismo, inscreveu-se no primeiro curso oficial de jornalismo na PUCRS, graduando-se em 1953.